# Kate Walsh (Schauspielerin)

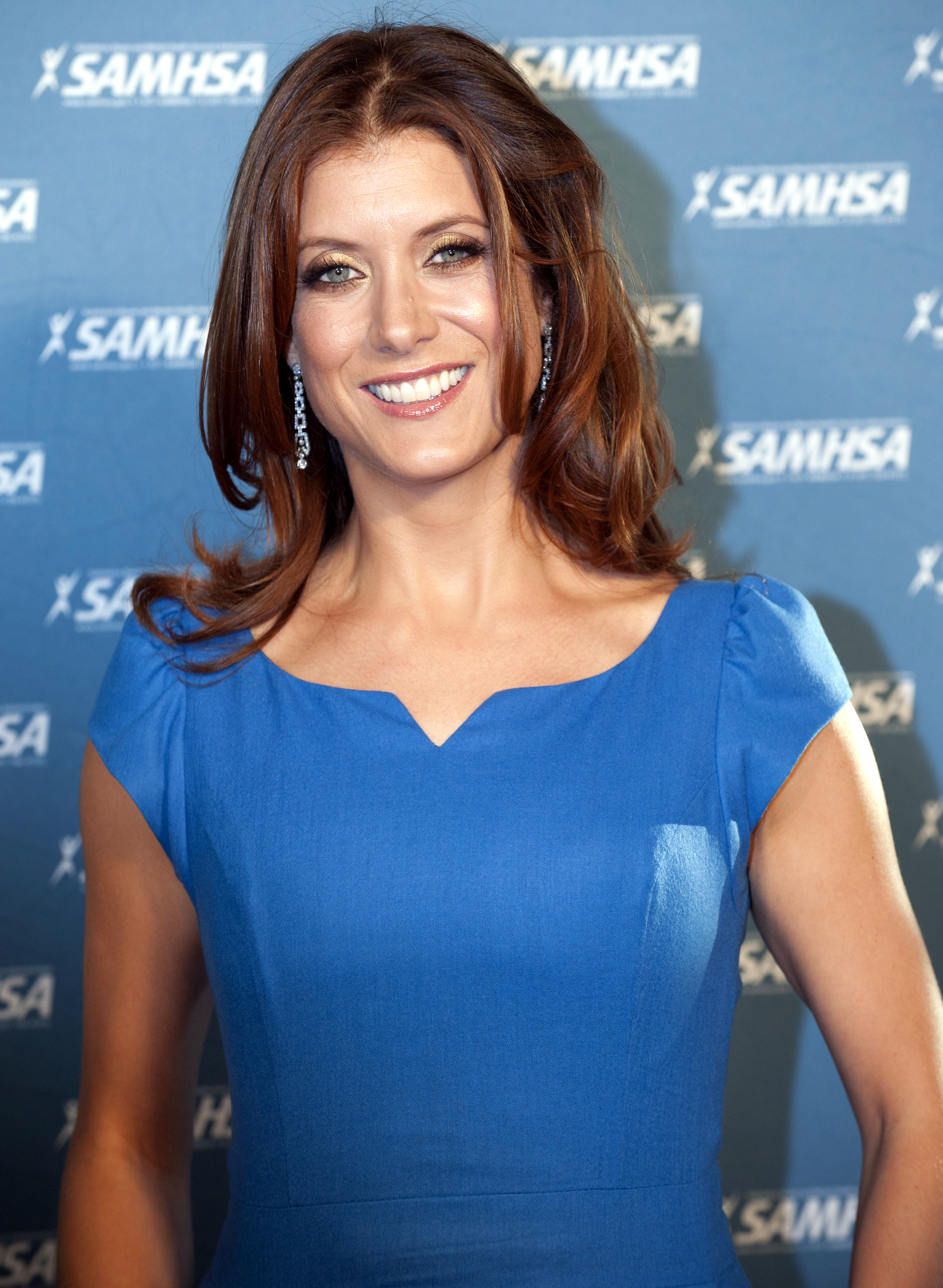
Kate Walsh (2011)

Kathleen Erin „Kate“ Walsh (* 13. Oktober 1967 in San José, Kalifornien) ist eine US-amerikanische Schauspielerin.

## Leben
Walsh wuchs in San José und Tucson, Arizona, auf. Sie ist das jüngste von fünf Kindern einer italienischstämmigen Mutter und eines irischen Vaters. In den 1980er Jahren arbeitete sie zunächst als Model in Japan. Später besuchte sie die University of Arizona, wo sie zum ersten Mal auf der Bühne stand. Danach zog sie nach Chicago, wo sie weiter als Theaterschauspielerin wirkte. Sie war auch beim National Public Radio beschäftigt. Später zog Walsh nach New York City, wo sie einer Comedy-Gruppe beitrat und bei einigen Off-Broadway-Stücken mitwirkte.
Ihr erster wichtiger Fernsehauftritt war eine Nebenrolle der Nicki Fifer bei der Drew Carey Show. Weitere Gastrollen wie in den Fernsehserien The Mind of the Married Man, The Norm Show und CSI: Den Tätern auf der Spur folgten. Einem größeren Publikum wurde sie durch die Rolle der Dr. Addison Montgomery in der Erfolgsserie Grey’s Anatomy bekannt. Von 2007 bis 2013 führte sie diese Rolle in dem Spin-off Private Practice, neben Amy Brenneman und Paul Adelstein weiter. Am 22. Januar 2013 wurde das Serienfinale gesendet. 
Ihr Kinodebüt hatte Walsh 1996 in einer Nebenrolle in Normal Life. Weitere Kinorollen spielte sie in Filmen wie Die Pfeffermühlen (1997) oder Unter der Sonne der Toskana (2004) an der Seite von Diane Lane. Ihre erste Filmhauptrolle erhielt sie in Fußballfieber – Elfmeter für Daddy aus dem Jahr 2005, an der Seite von Will Ferrell und Robert Duvall.
Im Mai 2010 hatte Walsh ihr Off-Broadway-Debüt in Stephen Belbers Dusk Rings a Bell. Ende desselben Jahres brachte die Schauspielerin ihr eigenes Parfüm unter dem Namen „Boyfriend“ heraus.
Von 2017 bis 2018 war sie in der ersten und zweiten Staffel der Netflix-Serie Tote Mädchen lügen nicht als Olivia Baker zu sehen. 2019 hatte Walsh in der dritten Staffel einen Gastauftritt. Seit 2019 wirkt sie als The Handler bei der von Netflix produzierten Serie The Umbrella Academy mit.
Von September 2007 bis Dezember 2008 war Walsh mit Alex Young verheiratet, dem Co-Präsidenten der Abteilung Production bei 20th Century Fox. Sie war mehrere Jahre mit Comedy-Writer Chris Case liiert, mit dem sie im Oktober 2012 eine semi-autobiographische Serie an den amerikanischen Fernsehsender NBC verkaufte. 2022 verkündete Walsh ihre Verlobung mit dem Australier Andrew Nixon.

## Filmografie (Auswahl)
- 1995: Club Dead (Stimme)
- 1996: Normal Life
- 1996: Henry: Portrait of a Serial Killer 2
- 1997: Die Pfeffermühlen (Peppermills)
- 1997: Law & Order (Fernsehserie, Folge 8x03 Der Mann ihrer Träume)
- 1997: Night of the Lawyers
- 1997–2002: Drew Carey Show (Fernsehserie, 21 Folgen)
- 1998: Three Below Zero
- 1998: Heaven
- 1998: Amor – Mitten ins Herz (Cupid)
- 2000: Family Man (The Family Man)
- 2000–2001: The Norm Show (Fernsehserie, 5 Folgen)
- 2001: The Mind of the Married Man (Fernsehserie, 3 Folgen)
- 2002: Anatomy of a Breakup
- 2003: Unter der Sonne der Toskana (Under the Tuscan Sun)
- 2004: After the Sunset
- 2004: Wake Up, Ron Burgundy: The Lost Movie
- 2004: CSI: Den Tätern auf der Spur (CSI: Crime Scene Investigation, Fernsehserie, Folge 5x08)
- 2005: Inside Out
- 2005: Veritas, Prince of Truth
- 2005: Fußballfieber – Elfmeter für Daddy (Kicking & Screaming)
- 2005: Verliebt in eine Hexe (Bewitched)
- 2005: Eyes (Fernsehserie, Folge 1x03)
- 2005–2012, seit 2021: Grey’s Anatomy (Fernsehserie)
- 2007–2013: Private Practice (Fernsehserie, 111 Folgen)
- 2010: Legion
- 2011: Angels Crest
- 2012: Vielleicht lieber morgen (The Perks of Being a Wallflower)
- 2013: Scary Movie 5
- 2014: Fargo (Fernsehserie, 4 Folgen)
- 2014–2015: Bad Judge (Fernsehserie, 13 Folgen)
- 2015: Undateable (Fernsehserie, Folge 2x08)
- 2017–2019: Tote Mädchen lügen nicht (13 Reasons Why, Fernsehserie, 27 Folgen)
- 2017: #realityhigh
- 2017: The Secret Man (Mark Felt: The Man Who Brought Down the White House)
- 2017: Girls Trip
- 2018: Ideal Home
- 2019: Fam (Fernsehserie, Folge 1x05)
- 2019: 3022
- 2019: Almost Love
- 2019–2024: The Umbrella Academy (Fernsehserie, 15 Folgen)
- seit 2020: Emily in Paris (Fernsehserie)
- 2020: Honest Thief
- 2021: Sometime Other Than Now
- 2025: Optics (Fernsehserie, Folge 1x02)